# Pelindung Jaya
Pelindung Jaya is een bestuurslaag in het regentschap Lampung Timur van de provincie Lampung, Indonesië. Pelindung Jaya telt 5383 inwoners (volkstelling 2010).